# Буки (Білоцерківський район)
Буки́ — село в Україні, у Сквирській міській громаді Білоцерківського району Київської області. Населення становить 622 особи. Розташоване за 14 км від центру громади м. Сквира. Найближча залізнична станція — Сквира, за 14 км. День села — 28 травня.

## Археологічні знахідки
Біля Буків виявлено трипільське та черняхівське поселення, знайдено залишки городища та великий могильник часів Київської Русі, який налічує 950 курганів. Давньоруські пам'ятки датуються ХІІ—ХІІІ століттями. У 1980-х роках могильник досліджувався експедицією Інституту археології АН УРСР. На північному сході села знаходили різні предмети: ключі, замки, наконечники стріл, сокири, знаряддя ковальського та ювелірного виробництва, кресала, залізні посудини, кінську збрую. Серед особливостей давньоруського могильника — обкладання могил диким плоским каменем, що характерно для балтійських народів.

## Історія
Перша писемна згадка про Буки належить до 1622 року. На місці Буків існувало давнє поселення — місто Бакожин. У XVIII столітті назва Бакожин (Букожин) зникла із джерел, натомість почала фігурувати сучасна — Буки.
Назва походить від забутого значення слова «бук» — водяна піна, бурування річкового порога, оскільки село знаходиться поблизу порога річки Роставиця.
На думку окремих дослідників, можливе походження її від литовського «бака» («хата»). Підтвердженням цієї гіпотези можуть бути сліди балто-слов'янської матеріальної культури, знайдені поблизу Буків.
Лаврентій Похилевич у своїй книзі «Сказания о населенных местностях Киевской губернии» описує село так: 
| "Буки, село при р. Роставиці, в 4-х верстах нижче Строкова і в 2-х верстах вище Чубинець. Налічувалось 620 мешканців, та іновірців 20 (9 латін та 11 євреїв). Належить нині до маєтків Станіслава Абрамовича. На місці, займаному нині селом, у глибокій старовині стояло якесь велике місто. Це доводиться незвичайною безліччю могил, розкиданих групами по 30, 40 і 60 разом, довкола села. Їх налічується до 913 різної величини, з яких 372 обкладені довкола диким плоским каменем. Іншою пам'яткою древнього поселення в Буках є округле замковище[pl] над річкою Роставицею. Воно лежить в підніжжі гори, що захищає його з одного боку; з іншого протікає річка, а з третього прилягає яр. Прикметні три в’їзди: від річки, рівнини і гори. Довкола обнесено потрійним валом. Усередині цих валів, за переказами, стояло місто Бакожин, а в замковищі двір власника. Місто Бакожин зруйноване татарами після облоги. Убито і власника замку і командувачів його військ: Вовка і Орлика, іменами яких названі дві великі могили". |
Приблизно у 1746 році в Буках збудовано дерев'яну церкву в ім'я Зачаття Пресвятої Богородиці із дзвіницею над бабинцем.
Жителі Буків брали активну участь у Національно-визвольній війні українського народу (1648—1657) та у Коліївщині 1768 року. Селянське заворушення в Буках відбулося у 1905 році.
Під час Голодомору 1932—1933 років у Буках померло 183 особи. На місцевому цвинтарі встановлено пам'ятний знак присвячений їхній пам'яті.
Під час німецько-радянської війни на примусові роботи до Німеччини було відправлено 35 юнаків та дівчат.
У Буках діяла підпільна група на чолі з Я. С. Шовкуном, який загинув від рук гітлерівців. Надалі групою керував М. М. Маслун, якого нацисти спалили живцем у с. Краснянка.
21 грудня 1943 року окремих жителів Буків каральний загін погнав у селі Таборів, де їх спалили в одній хаті.
На фронтах війни воювали 145 буківчан, не повернулася 71 особа. Орденами та медалями за бойові заслуги перед Вітчизною у роки німецько-радянської війни нагороджено 45 жителів села.
У 1971 році в Буках містилася центральна садиба колгоспу «Ленінець». Виробничий напрям господарства — зерново-буряковий, розвивалося тваринництво.
За трудові досягнення у ті роки нагороджено орденами та медалями 7 односельців. У Буках працювали восьмирічна школа, Будинок культури, бібліотека.

## У Незалежній Україні
У 2001 році відкрито приватний дитячий будинок «Центр розвитку дитини „7“».
У 2003 році у Буках розміщена садиба відділка ВАТ «Сквирський сирзавод».
Перетворення села здійснилися завдяки коштам агропромислової корпорації «Сквира» та місцевого підприємця І. М. Суслова.
У Буках є державний кам'яний кар'єр та державне лісове господарство, розробляються поклади граніту, піску, глини.
У селі функціонують НВО «ЗОНІ І-ІІІ ступенів — ДНЗ», Будинок культури, бібліотека, амбулаторія сімейної медицини, сільський краєзнавчий музей.
Буки є туристичним осередком — щотижня десятки людей відвудують це село. Хто на автобусі, хто на автомобілі, а хто на велосипеді.
28 травня 2016 року Святійший Патріарх Київський і всієї Руси-України Філарет у Буках звершив чин освячення храму на честь святого священномученика Євгенія.
12 червня 2020 року, відповідно з розпорядженням Кабінету Міністрів України № 715-р «Про визначення адміністративних центрів та затвердження територій територіальних громад Київської області»,  село увійшло до складу Сквирської міської громади Сквирського району.
17 липня 2020 року, в результаті адміністративно-територіальної реформи та ліквідації Сквирського району, село увійшло до складу Білоцерківського району.

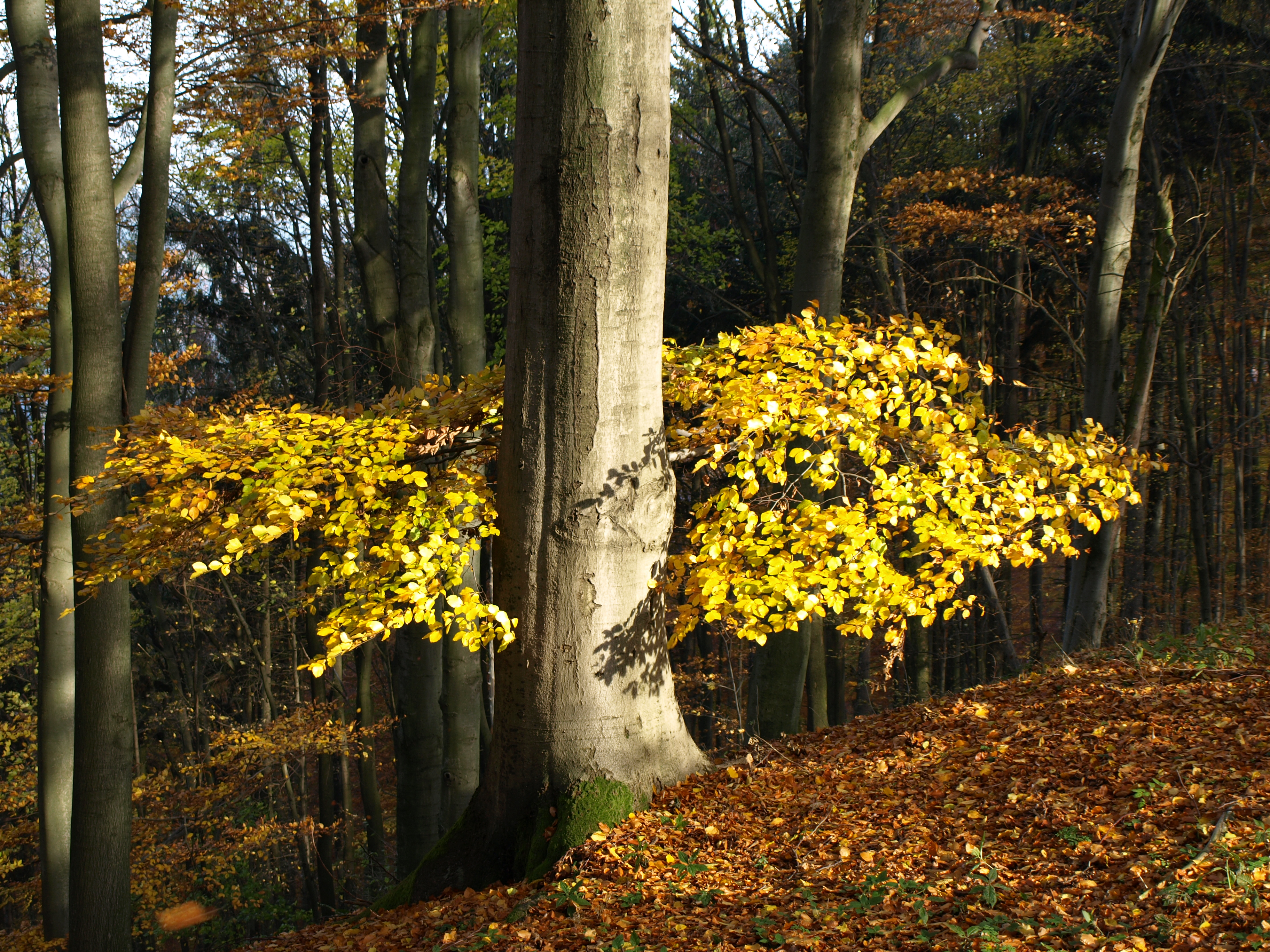
Маєток Суслових
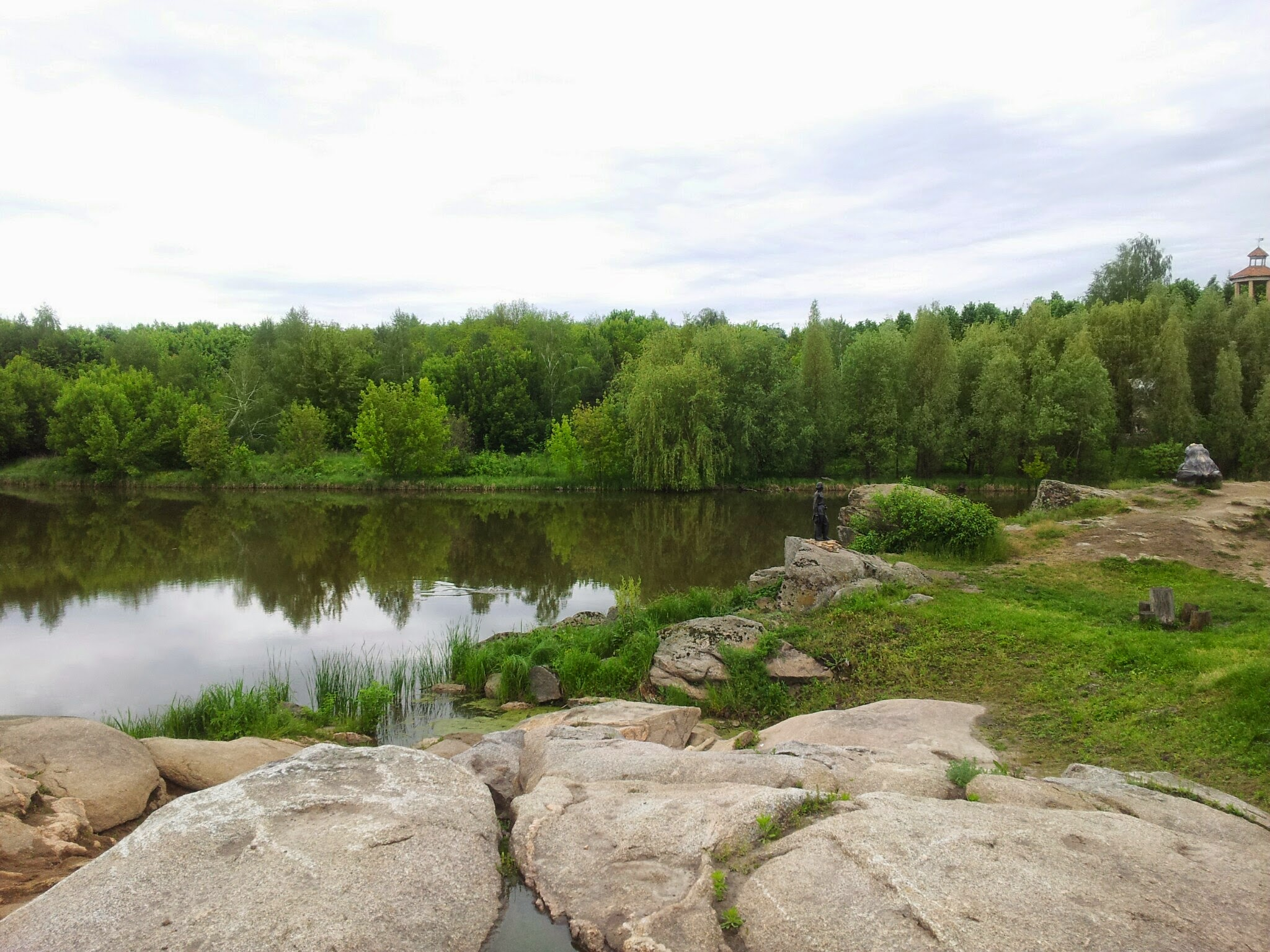
Краєвид Буків
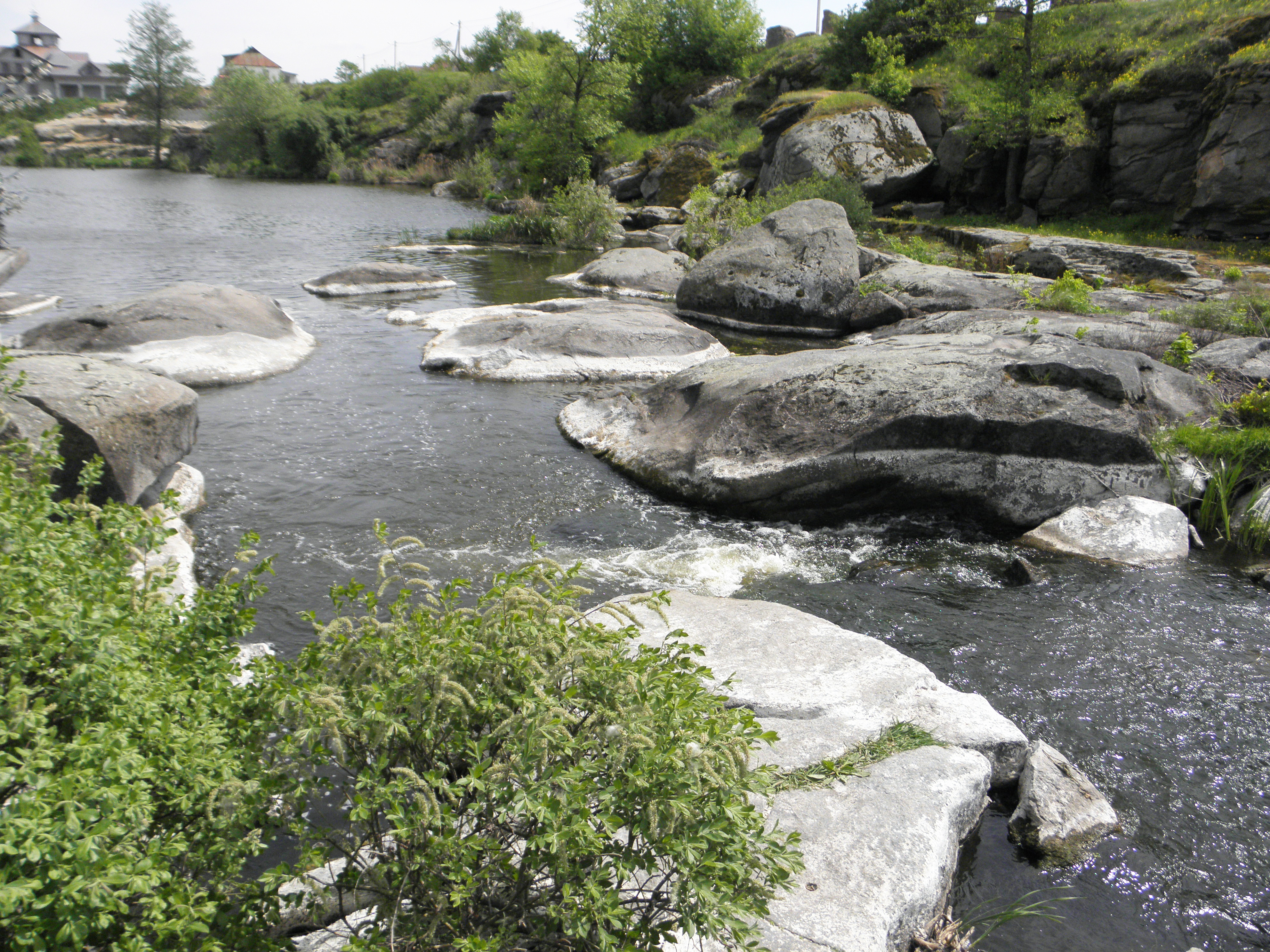
Пороги на річці Роставиця

## Пам'ятки
З цінних пам'яток архітектури першої половини XIX століття у Буках слід назвати кам'яний млин 1848 року побудови. Нині води річки обертають вали гідрогенераторів так само, як у минулому. Проблему електропостачання вирішено екологічно бездоганно.
Ландшафтний парк «Буки» —  унікальне місце, де є можливість відпочити на природі, дізнатися про історію і культуру України, а також побачити цікаві скульптури і пам'ятники. В парку є озеро, в центрі якого красується великий фонтан. На озеро злітаються красені лебеді. Повітря насичене пахощами кипарисів, рододендронів, ялівцю, яких тут досить багато. Готель та ресторан, які входять до складу комплексу, дають можливість туристу відпочити комфортно.
У ландшафтному парку «Буки» можна знайти все, що потрібно для незабутнього відпочинку. На території парку розташовані: Садиба Суслова — історична будівля, яка є пам'яткою архітектури, а також міні-зоопарк, церква й каплиця.
В селі розташовано будинок відпочинку агрокорпорації «Сквира».
В центрі зведено храмовий комплекс Святого Євгенія Великомученика. Для храму будівельники використали природний підмурівок. За проект комплексу його архітектора Юрія Бабича було нагороджено Державною премією України в галузі архітектури (2007). Побудові й освяченню храмового комплексу було присвячено випуск срібної пам'ятної монети «Храмовий комплекс в селі Буки» номіналом 10 гривень. Храм належить до ПЦУ.

## Населення

### Мова
Розподіл населення за рідною мовою за даними перепису 2001 року:
| Мова       | Кількість | Відсоток |
| ---------- | --------- | -------- |
| українська | 605       | 97.27%   |
| російська  | 17        | 2.73%    |
| Усього     | 622       | 100%     |

## Особистість
- Булгакова Майя Григорівна (19 травня 1932, Буки — 7 жовтня 1994, Москва) — радянська актриса.